# Дихання Біота

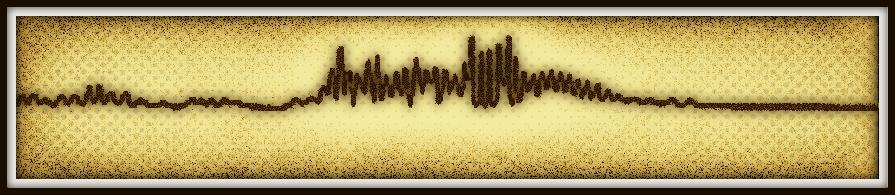
Дихальні рухи під час дихання Біота

Ди́хання Біо́та — патологічний тип дихання, що характеризується чергуванням рівномірних ритмічних дихальних рухів і тривалих (упродовж половини хвилини й більше) пауз.
Спостерігають як клінічний симптом при органічних ураженнях мозку, розладах кровообігу, інтоксикації, шоку та інших тяжких станах організму, що супроводжується глибокою гіпоксією головного мозку.

## Етимологія
Є епонімом на честь французького лікаря Каміля Біо, який в 1876 році вперше описав даний тип патологічного дихання після спостереження за хворим з тяжким перебігом менінгіту.